# Függvényalgebra
A függvényalgebra az algebra és az analízis egyik fontos fogalma. Lényegében a vektorterek egy speciális fajtája, amikor egy test felett értelmezett függvényeket látunk el alkalmasan műveletekkel.
A függvényalgebráknak a fizikában, különösen a modern fizikában vannak fontos alkalmazásai.

## Definíció
Legyen {\displaystyle H} halmaz, {\displaystyle \mathbb {T} } test és {\displaystyle A:={\mathcal {F}}(H,\mathbb {T} )} a {\displaystyle H\to \mathbb {T} } függvények halmaza. Értelmezzünk ezen a halmazon három műveletet!
Az {\displaystyle (A;+;.;\cdot )} négyest nevezzük függvényalgebrának.

## Tulajdonságok
- Ha a {\displaystyle \cdot } művelet kommutatív, akkor a függvényalgebra kommutatív.
- Ha A-nak van neutrális eleme {\displaystyle \cdot }-ra nézve, akkor az algebra egységelemes.
- Ha {\displaystyle B\in A} és {\displaystyle (B;+;.;\cdot )} függvényalgebra, akkor B részalgebrája A-nak.
- A fenti műveleteket a definíciójuk alapján pontonkénti műveleteknek nevezzük.
- Ha egy vektorteret egy belső művelettel kiegészítünk, akkor algebrát, ha a vektortér elemei függvények, akkor függvényalgebrát kapunk.

## Példák
1. A valós számok egy intervallumán értelmezett folytonos függvények halmaza a valós számok felett függvényalgebra a szokásos műveletekkel ellátva.
2. A valós számok egy intervallumán értelmezett korlátos függvények is függvényalgebrát alkotnak a valós számok felett a szokásos műveletekkel.

## Lásd még
- Függvény
- Vektortér
- Matematikai struktúra